# 길버트 아레나스

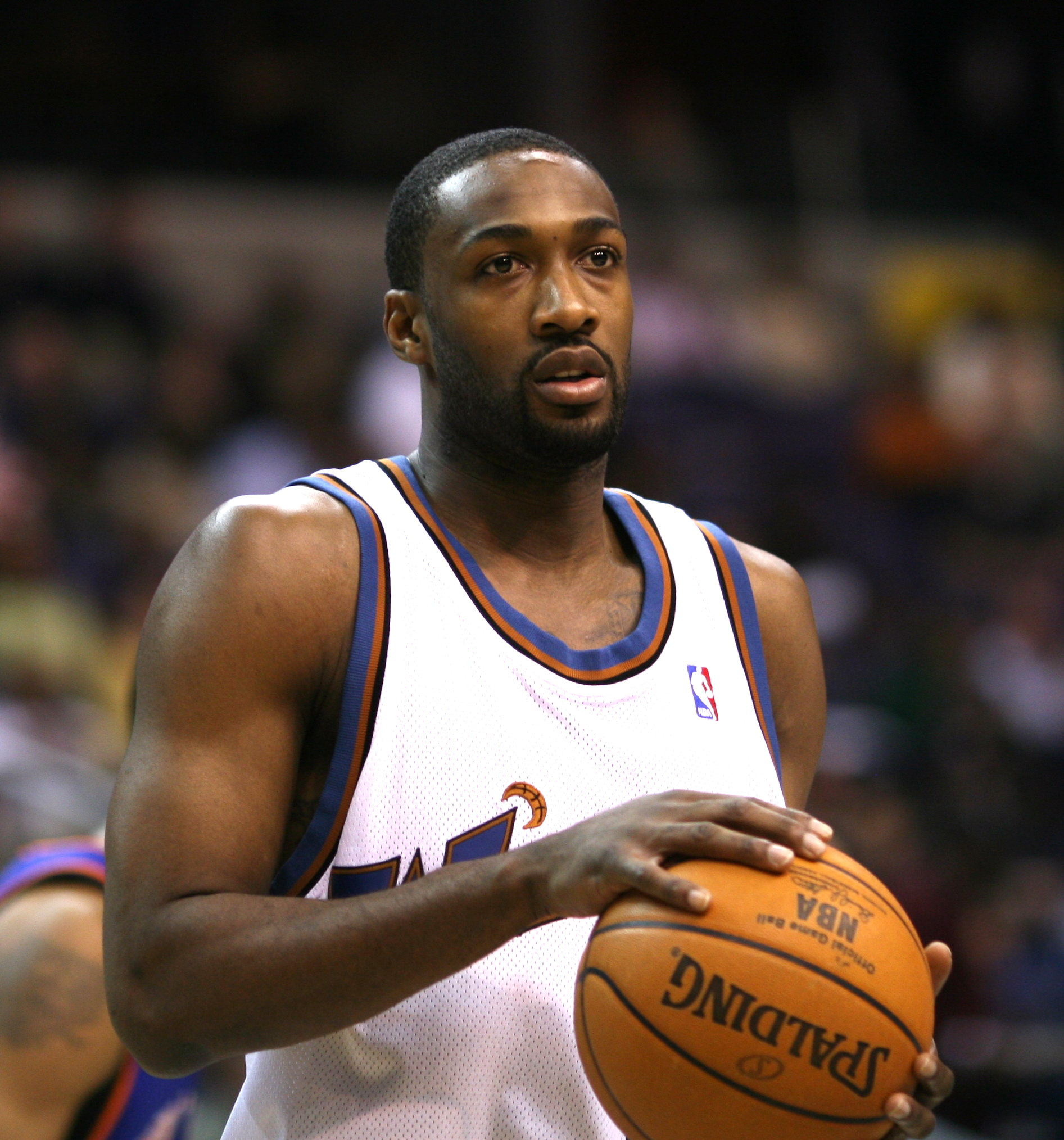

길버트 아레나스(Gilbert Arenas, 본명: 길버트 제이 아레나스 주니어, Gilbert Jay Arenas Jr., /əˈriːnəz/ ə-REE-nəz, 1982년 1월 6일 ~ )는 미국의 전직 프로 농구 선수이다. 아레나스는 로스앤젤레스 밸리 글렌 지역에 있는 그랜트 고등학교에 다녔으며 3학년 말에 애리조나 대학교에 장학금 제안을 받았다. 2001년 NBA 드래프트에서 전체 31순위로 골든스테이트 워리어스에 지명되었다.
아레나스는 NBA 올스타에 3번 뽑혔고, 워싱턴에 있는 동안 올-NBA 팀에 3번 선정되었으며, 골든 스테이트에서의 마지막 시즌인 2002-03 시즌에 NBA 가장 발전된 선수로 선정되었다. 아레나스는 이전 유니폼 번호와 경기 후반 슛 메이킹 능력으로 인해 "에이전트 제로"(Agent Zero)라는 별명을 얻었다. 또한 "기비"(Gibby)라는 별명도 얻었다. 두 이름 모두 그가 워싱턴 D.C. 지역에 있는 동안 팬들이 가장 좋아하는 이름이 되었다. 아레나스는 슈팅 가드와 포인트 가드 포지션을 맡았다.
아레나스는 2009년 12월 24일 에피소드에서 발생한 권총 위반과 이 에피소드를 조명하는 후속 조치로 인해 2009-10 NBA 시즌 대부분 동안 정지되었다.
2010년 말, 아레나스는 올랜도 매직으로 트레이드되었다. 2011년 NBA 폐쇄 이후 아레나스는 "사면 조항"에 따라 면제된 최초의 NBA 선수였다. 그는 2011-12 NBA 시즌을 위해 멤피스 그리즐리스와 계약을 맺었다. 이는 그의 NBA 경력이 30세로 끝나는 리그의 마지막 시즌이 될 것이다. 흔한 부상과 코트 밖 문제로 인해 아레나스 스타 지위가 25위까지 떨어졌다.